# Чемериська сільська рада (Звенигородський район)
Чемери́ська сільська́ ра́да — адміністративно-територіальна одиниця та орган місцевого самоврядування у Звенигородському районі Черкаської області. Адміністративний центр — село Чемериське.

## Загальні відомості
- Населення ради: 296 осіб (станом на 2001 рік)

## Населені пункти
Сільській раді підпорядковані населені пункти:
- с. Чемериське
- с. Барвінок

## Склад ради
Рада складається з 12 депутатів та голови.
- Голова ради: Костенко Василь Федорович
- Секретар ради: Дорошенко Ніна Олексіївна

### Керівний склад попередніх скликань
| Прізвище, ім'я, по батькові | Основні відомості                                                               | Дата обрання | Дата звільнення |
| --------------------------- | ------------------------------------------------------------------------------- | ------------ | --------------- |
| Костенко Василь Федорович   | Сільський голова, 1951 року народження, освіта середня спеціальна               | 26.03.2006   | 31.10.2010      |
| Костенко Василь Федорович   | Сільський голова, 1951 року народження, освіта середня спеціальна, безпартійний | 31.10.2010   |                 |

Примітка: таблиця складена за даними сайту Верховної Ради України

### Депутати
За результатами місцевих виборів 2010 року депутатами ради стали:

#### За суб'єктами висування
| Суб'єкт висування | Кількість обраних депутатів | %   |
| ----------------- | --------------------------- | --- |
| Самовисування     | 12                          | 100 |

#### За округами
| № округу | Прізвище, ім'я, по батькові    | Дата визнання обраним | Освіта             | Партійна приналежність | Відомості про обраного депутата                       |
| -------- | ------------------------------ | --------------------- | ------------------ | ---------------------- | ----------------------------------------------------- |
| 1        | Поліщук Валентина Андріївна    | 03.11.2010            | середня спеціальна | позапартійна           | СФТ «Поліщук», бухгалтер                              |
| 2        | Костенко Ольга Григорівна      | 03.11.2010            | середня спеціальна | позапартійна           | пенсіонер                                             |
| 3        | Дорошенко Ніна Олексіївна      | 03.11.2010            | середня спеціальна | позапартійна           | Чемериська сільська рада, секретар                    |
| 4        | Маняк Сергій Іванович          | 03.11.2010            | середня спеціальна | позапартійний          | СФТ «Поліщук», електрик                               |
| 5        | Пономаренко Ніна Василівна     | 03.11.2010            | середня спеціальна | позапартійна           | Чемериський фельдшерсько-акушерський пункт, медсестра |
| 6        | Петренко Галина Григорівна     | 03.11.2010            | вища               | позапартійна           | Чемериське поштове відділення, завідувачка            |
| 7        | Власюк Людмила Олександрівна   | 03.11.2010            | середня спеціальна | позапартійна           | Чемериська бібліотека, бібліотекар                    |
| 8        | Захарченко Любов Володимирівна | 03.11.2010            | середня спеціальна | позапартійна           | фермерське господарство «Поліщук», кухар              |
| 9        | Непотрібна Валентина Петрівна  | 03.11.2010            | середня спеціальна | позапартійна           | Чемериська сільська рада, бухгалтер                   |
| 10       | Власюк Ольга Олексіївна        | 03.11.2010            | середня спеціальна | позапартійна           | пенсіонер, соціальний працівник                       |
| 11       | Непотрібна Валентина Іванівна  | 03.11.2010            | середня спеціальна | позапартійна           | соціальний працівник                                  |
| 12       | Подбітова Лідія Михайлівна     | 03.11.2010            | середня спеціальна | позапартійна           | фермерське господарство «Поліщук», продавець          |